# Taulaga
Taulaga is het enige bewoonde dorp op het 'niet-georganiseerde atol' Swains in het uiterste noorden van het Amerikaanse territorium Amerikaans-Samoa en geldt als een van de 74 dorpen waarin Amerikaans-Samoa officieel wordt onderverdeeld. Het dorp is gelegen in het noordwesten van het atol, op 8 meter boven de zeespiegel, en telt 37 inwoners.
Taulaga kende voor de doortocht van de cycloon Percy in 2005 een malae (open ruimte), een twintigtal fale (typische Tokelause huizen — Swains behoort geografisch tot de Tokelau-eilanden), een kerk, een communicatiecentrum, een school en een grote rode kopraschuur die eveneens dienstdeed als gemeentehuis en drinkwaterverzamelsysteem. Van de gebouwen is alleen de kerk na de doortocht van de cycloon blijven staan, maar andere gebouwen zijn intussen wederopgebouwd.